# Girly Air Force
Girly Air Force (ガーリー・エアフォース Gārī Ea Fōsu?) es una serie de novelas ligeras escrita por Kōji Natsumi con ilustraciones de Asagi Tōsaka. Desde octubre de 2018 es adaptada a una serie de manga y en enero de 2019 salió al aire una adaptación a serie de anime para televisión, producida por el estudio Satelight.

## Argumento
En el año 2015 un grupo de aeronaves no indentificadas son vistas en varias regiones de Asia, se conoce que su capacidad de combate es superior al armamento actual, por lo cual, diferentes países asiáticos comienzan el desarrollo de un armamento especial. Durante un ataque de una nave vista en Japón, Kei Narutani es testigo de un avión cayendo al atacar al enemigo, el avión cae en el mar y rápidamente asiste a ayudar, pero descubre que el piloto no es más que una pequeña niña.

## Personajes
Kei Narutani (鳴谷慧 Narutani Kei?)
Voz por: Ryōta Ōsaka
Es el protagonista de la historia. Un estudiante de preparatoria que le gusta lo relacionado con los aviones, desea obtener una licencia de piloto.
Gripen (グリペン Guripen?)
Voz por: Yūka Morishima
Eagle (イーグル Īguru?)
Voz por: Hitomi Ōwada
Phantom (ファントム Fantomu?)
Voz por: Shiori Izawa
Song Min Hoa (宋 明華?)
Voz por: Lynn

## Novela ligera
Kōji Natsumi escribe el guion y Asagi Tōsaka ilustra el trabajo, se publicó la primera novela en 2014, bajo la revista Dengeki Bunko de la editorial ASCII Media Works, además fue adaptada a una serie de manga en octubre de 2018, que es publicada en la revista Shōnen Ace de la editorial Kadokawa.

### Lista de volúmenes
| N.º | Título       | Fecha de lanzamiento     | ISBN original          |
| --- | ------------ | ------------------------ | ---------------------- |
| 1   | «Volumen 1»  | 10 de septiembre de 2014 | ISBN 978-4-04-866862-0 |
| 2   | «Volumen 2»  | 10 de marzo de 2015      | ISBN 978-4-04-869187-1 |
| 3   | «Volumen 3»  | 10 de junio de 2015      | ISBN 978-4-04-865195-0 |
| 4   | «Volumen 4»  | 10 de noviembre de 2015  | ISBN 978-4-04-865502-6 |
| 5   | «Volumen 5»  | 10 de marzo de 2016      | ISBN 978-4-04-865810-2 |
| 6   | «Volumen 6»  | 9 de julio de 2016       | ISBN 978-4-04-892188-6 |
| 7   | «Volumen 7»  | 8 de octubre de 2016     | ISBN 978-4-04-892391-0 |
| 8   | «Volumen 8»  | 10 de noviembre de 2017  | ISBN 978-4-04-893479-4 |
| 9   | «Volumen 9»  | 9 de junio de 2018       | ISBN 978-4-04-893875-4 |
| 10  | «Volumen 10» | 10 de enero de 2019      | ISBN 978-4-04-912324-1 |
| 11  | «Volumen 11» | 9 de marzo de 2019       | ISBN 978-4-04-912384-5 |
| 12  | «Volumen 12» | 8 de junio de 2019       | ISBN 978-4-04-912611-2 |

### Manga
| N.º | Fecha de lanzamiento    | ISBN original          |
| --- | ----------------------- | ---------------------- |
| 1   | 25 de diciembre de 2018 | ISBN 978-4-04-107818-1 |
| 2   | 26 de julio de 2019     | ISBN 978-4-04-107819-8 |

## Anime
Una serie de anime para televisión fue anunciada en junio de 2018, producida por el estudio Satelight, es dirigida por Katsumi Ono y escrita por Shingo Nagai, Tōru Imanishi es el encargado del diseño de los personajes. Se estrenó el 10 de enero de 2019 en los canales AT-X, Tokyo MX, BS11, Sun TV, y AbemaTV. Además cuenta con una transmisión semanal acorde a los estrenos televisivos en una plataforma en línea llamada Crunchyroll. El tema de apertura es Break the Blue de Run Girls, Run! y el tema de cierre es Colorful Wing es interpretado por Yūka Morishima, Hitomi Ōwada y Shiori Izawa.

### Lista de episodios
| # | Título                                                                                            | Estreno               |
| --- | ------------------------------------------------------------------------------------------------- | --------------------- |
| 1 | «Alas escarlatas» «Akai Tsubasa» (紅い翼)                                                         | 10 de enero de 2019   |
| Kei es un joven que durante una evacuación en Shanghái ve como un caza rojo derriba a uno de sus enemigos, lo que hace que quiera unirse a las fuerzas aéreas.                                         |                                                                                                   |                       |
| 2 | «Encuentro en Komatsu» «Komatsu Randebū» (コマツ・ランデブー)                                     | 17 de enero de 2019   |
| Tras lo ocurrido, Kei empieza a trabajar en la base militar de Komatsu donde tendrá la misión de ayudar a Gripen a volar para que pueda defender a la gente.                                           |                                                                                                   |                       |
| 3 | «Núcleo del Anima» «Anima no Honishitsu» (アニマの本質)                                           | 24 de enero de 2019   |
| Kei sigue trabajando diariamente con Gripen para tratar de mejorar sus defectos y hacer que pueda pilotar mejor su avión... y extrañamente, cuando tiene a Kei cerca, Gripen parece otra muy distinta. |                                                                                                   |                       |
| 4 | «El mundo que ves» «Kimi no Miru Sekai» (君の見る世界)                                            | 31 de enero de 2019   |
| Ha llegado a la base de Komatsu una nueva chica llamada Eagle.¿Qué consecuencias para Gripen su llegada?                                                                                               |                                                                                                   |                       |
| 5 | «Unidad de prueba múltiple independiente» «Dokuritsu konsei hikō jikken-tai» (独立混成飛行実験隊) | 7 de febrero de 2019  |
| 6 | «Raison d'Etre» «Rezon dētoru» (存在意義)                                                         | 14 de febrero de 2019 |
| 7 | «Antes del desconcierto» «Madoi no Saki» (惑いの先)                                               | 21 de febrero de 2019 |
| 8 | «Ultrasecreto infeliz» «Fukigen na Saikō Kimitsu» (不機嫌な最高機密)                              | 28 de febrero de 2019 |
| 9 | «Unphysical Layer» «Anfijikaru Reiyā» (アンフィジカルレイヤー)                                    | 7 de marzo de 2019    |
| 10 | «La misión para recuperar Shanghái» «Shanhai Dakkan Sakusen» (上海奪還作戦)                       | 14 de marzo de 2019   |
| 11 | «Un hogar vacío» «Daremo Inai Kokyō» (誰もいない故郷)                                             | 21 de marzo de 2019   |
| 12 | «El cielo donde volamos» «Kimi to Tobu sora» (君と飛ぶ空)                                         | 28 de marzo de 2019   |